# 梅克倫堡-施威林的瑪麗亞
梅克倫堡-施威林的瑪麗亞（德語：Maria von Mecklenburg-Schwerin，1363年至1365年間—1402年），波美拉尼亞-施托爾普公爵瓦季斯瓦夫七世夫人。

## 家庭
- 瓦季斯瓦夫七世（約1364-1395）：1380年結婚，波美拉尼亞-施托爾普公爵（英语：List of Pomeranian duchies and dukes）波吉斯瓦夫五世之子
  - 波吉斯瓦夫（1382-1459）：挪威、瑞典暨丹麥國王
  - 卡塔里娜（1390-1426）：普法爾茨-諾伊馬克特伯爵（英语：House of Palatinate-Neumarkt）約翰夫人